# Austin Channel
Der Austin Channel (deutsch Austin-Kanal) ist eine Meerenge in der Region Kitikmeot der Provinz Nunavut im Kanadisch-arktischen Archipel. Er trennt Byam Martin Island und Melville Island im Westen von Bathurst Island und der vorgelagerten Alexander Island im Osten. Im Norden befindet sich der Byam Martin Channel, im Süden der Viscount Melville Sound.